# Austrotinodes picada
Austrotinodes picada är en nattsländeart som beskrevs av Oliver S. Flint Jr. 1983. Austrotinodes picada ingår i släktet Austrotinodes och familjen trattnattsländor. Inga underarter finns listade i Catalogue of Life.